# محمدآباد اعلاء
محمدآباد اعلا، روستایی از توابع بخش قرچک شهرستان ورامین در استان تهران ایران است.

## جمعیت
این روستا در دهستان ولی آباد قرار دارد و براساس سرشماری مرکز آمار ایران در سال ۱۳۸۵، جمعیت آن ۵٬۰۴۴ نفر (۱٬۲۱۳خانوار) بوده‌است.